# Eublemma caniceps
Eublemma caniceps là một loài bướm đêm trong họ Erebidae.